# Shōhō-ji (Gifu)

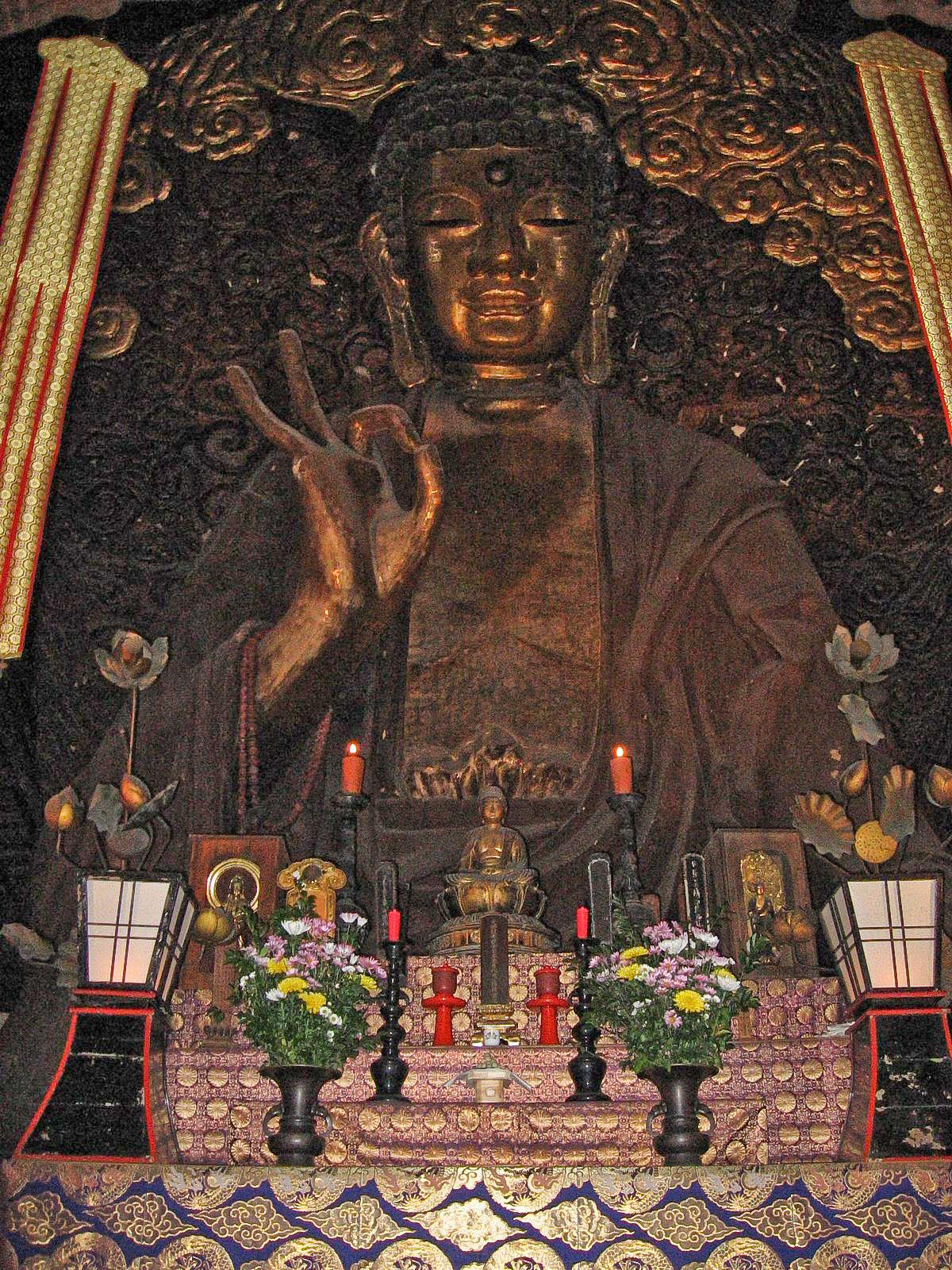
Le grand Bouddha de Gifu

Le Shōhō-ji (正法寺) est un temple de l'école Ōbaku du bouddhisme, situé à Gifu, préfecture de Gifu au Japon. C'est un temple branche du Mampuku-ji à Uji, préfecture de Kyoto. Le temple comporte de nombreux aspects de l'école Ōbaku, mais son style de construction et les sacrements sont du style du Bouddhisme chinois. Il est par ailleurs beaucoup plus grand que le temple japonais moyen. Le nom officiel du temple est Kinpōzan Shōhō-ji (金鳳山正法寺).

## Histoire
Le temple est fondé en 1638 mais ne rejoint l'école Ōbaku qu'en 1692. En 1790, Ichū (推中), 11e grand prêtre, commence à planifier la construction du Grand Bouddha de Gifu par respect pour le grand Bouddha du Tōdai-ji à Nara. Ichū ne voit pas le Bouddha achevé puisqu'il meurt en 1825. La construction du Grand Bouddha est finalement terminée en 1832.